# 傑文鎮區 (明尼蘇達州艾特金縣)
傑文鎮區（英語：Jevne Township）是位於美國明尼蘇達州艾特金縣的一個行政鎮區。

## 地方資料
傑文鎮區的面積為92.90平方千米，當中陸地面積為88.70平方千米，而水域面積為4.20平方千米。根據2020年美國人口普查的數據，當地共有人口334人，而人口密度為每平方千米3.6人。